# Estación de Oviedo-Jovellanos
La estación de Oviedo-Jovellanos fue construida por FEVE en 1989 tras la clausura de la antigua estación del Vasco, en aquel momento cabecera de los servicios existentes entre Oviedo y Collanzo, Oviedo y Soto de Luiña y, Oviedo y Ferrol.
La estación denotaba provisionalidad, manifestada en el hecho de que únicamente tenía una caseta de obras como dependencia del jefe de estación y de la taquilla. La estación constaba de dos andenes y cinco vías (tres de ellas de estacionamiento y dos de ellas de paso). La vía 1 se dedicaba a los servicios Oviedo-Soto de Luiña (posteriormente a San Esteban de Pravia) y a los regionales Oviedo-Ferrol; la vía 2 se utilizaba para los servicios Oviedo-Collanzo principalmente y en algunas ocasiones para servicios Oviedo-Ferrol u Oviedo-Navia; la vía 3 únicamente era utilizada por los servicios a Collanzo si la vía 2 estaba ocupada.
Finalmente, la estación fue cerrada en 1999 como parte del proyecto Cinturón Verde que perseguía liberar suelo urbano concentrando todos los servicios ferroviarios en la Estación del Norte de Oviedo.
Asimismo, desde esta estación partía el ramal de conexión entre el antiguo Ferrocarril Vasco-Asturiano y los Ferrocarriles Económicos de Asturias, ambos absorbidos por FEVE.
- Datos: Q5846860